# Cleptometopus striatopunctatus
Cleptometopus striatopunctatus är en skalbaggsart. Cleptometopus striatopunctatus ingår i släktet Cleptometopus och familjen långhorningar.

## Underarter
Arten delas in i följande underarter:
- C. s. striatopunctatus
- C. s. drescheri